# Tomoko Ogawa
Pas d'image ? Cliquez ici
Golden Pitons
Tomoko Ogawa (尾川 智子, Ogawa Tomoko) est une grimpeuse japonaise professionnelle, spécialiste du bloc, née en 1978.
Ogawa commence l'escalade en 2000, à l'âge de 22 ans. En 2012, elle réalise Catharsis, bloc ouvert par Dai Koyomada et répété par Daniel Woods, devenant la première femme à réaliser un bloc 8B+ (V14). En mars 2016, seules trois autres femmes ont réalisé des blocs à ce niveau de difficulté : Ashima Shiraishi (premier 8C), Shauna Coxsey, Isabelle Faus et Alex Puccio.
Le Piton d'or 2012 lui est décerné, pour la catégorie bloc.

## Palmarès

### Championnats d'Asie
- 2006 à Kaohsiung,  Taïwan
  -  Médaille de bronze en bloc